# Réseau d'eau non potable de la ville de Paris

Réseau d'eau non potable de Paris

Le réseau d'eau non potable de la ville de Paris désigne le système de distribution en eau brute de la ville de Paris. Hérité du XIXe siècle, il répond aux usages en eau urbains, tels que le nettoyage de l'espace public, l'entretien des égouts, l'arrosage des espaces verts et l'alimentation des lacs et ruisseaux. De manière générale, la distribution d'eau brute assure un maintien de la biodiversité, un rafraîchissement de la ville, en passant par les usages énergétiques et de valorisation des ressources en eau « locales », notamment les eaux d'exhaures (eaux d'infiltration récupérées dans les ouvrages souterrains, comme le métro ou les parkings). 

## Histoire
Paris a la particularité de disposer d’un réseau d’eau non potable, créé au milieu du XIXe siècle par Eugène Belgrand. L'eau non potable est l'eau dont la qualité ne satisfait pas les normes de potabilité établies par le code de la santé publique, ne pouvant être destinée à la consommation humaine et étant utilisée essentiellement pour des besoins industriels ou collectifs publics ou privés. Chaque jour à Paris, 200 000 m3 d'eau potable sont produits,.

## Alimentation
Il existe deux sources d'approvisionnement en eau brute dans la ville de Paris :
- 3 stations de pompage d'eau non potable (La Villette, Austerlitz, Auteuil)
- 8 ouvrages de stockage (Charonne, Belleville, Ménilmontant, Passy, Grenelle, Montmartre, Villejuif, etc)

Paris dispose de 1 700 km de canalisations en galeries souterraines.

## Traitement
L'eau non potable subit un simple traitement sans ajout de réactifs.
1. Le dégrillage : une grille est mise en place pour bloquer les gros déchets flottants.
2. Le tamisage : les tamis bloque les déchets les plus fins, supérieurs à 4 mm[3].

L'eau non potable est utilisée essentiellement pour des usages urbains municipaux. En effet, la plupart des lacs et rivières des bois parisiens sont approvisionnés par l'eau non potable.